# Danville Dashers
Die Danville Dashers waren eine US-amerikanische Eishockeymannschaft aus Danville, Illinois. Das Team spielte von der Saison 2011/12 bis zur Saison 2019/20 in der Federal Hockey League.

## Geschichte
Das Franchise der Danville Dashers wurde zur Saison 2011/12 als Expansionsteam in die Federal Hockey League aufgenommen. In der Saison 2016/17 gewann das Team erstmals die Meisterschaft der FHL. Nachdem die Spielzeit 2019/20 aufgrund der COVID-19-Pandemie vorzeitig abgebrochen worden war, kehrte das Team in der Folge nicht mehr in den Spielbetrieb der FPHL zurück.
Jedoch gilt eine Rückkehr der Dashers zur Saison 2024/25 als wahrscheinlich.
Ihre Heimspiele trugen die Danville Dashers in der 2.350 Zuschauer fassenden David S. Palmer Arena aus.